# 突厥遷移
突厥遷移，是指各個操突厥語的部落在六至十一世纪間從北亞向中亞、西亞及東歐的一系列遷徙。
這些遷徙中最重要的是烏古斯人入侵安纳托利亞並建立塞爾柱王朝，使得突厥人在此永久定居，於此同時其他突厥部落也成立了各自的國家，如吉爾吉斯斯坦、土庫曼斯坦、烏茲別克斯坦、哈薩克斯坦、阿塞拜疆和楚瓦什。
突厥人及突厥語的起源地，是位在西起裏海、東至北亞太平洋沿岸的滿洲地區之間，在Yunusbayev於2015年發表的研究中，基因學上的證據指出，在南西伯利亞至蒙古之間的區域是突厥人的「內陸亞洲故鄉」，學者Robbeets亦認為，突厥人的祖先最初是住在目前南西伯利亞、蒙古，至東遼河盆地一帶的地區；也有一些語言學家認為，蒙古是早期突厥語的發源地。
然而，突厥人的起源於何時，因為沒有足夠的史料記載，目前仍眾說紛紜，然而根據史記的記載，在西元前3世紀至西元1世紀之間，當時在蒙古高原一代活動的民族是為匈奴，在漢匈百年戰爭後，被東漢與南匈奴擊敗的北匈奴逐漸向西遷徙，到達了錫爾河的康居國，然而北匈奴人在康居國的活動，因缺乏史料記載，就不得而知了。
西元3世紀末，一支草原民族開始進入歐洲，並且四處征戰，造成歐洲民族大遷徙，使得歐洲的政治及社會產生了嚴重的動盪，這些人被稱為「匈人(Hun)」，但是否與前述之北匈奴人有關，並無定論，不過這些民族中有許多是突厥人，於此同時，造成匈奴帝國明確建立的其他聯盟也已經形成，他們的擴張被稱為「突厥遷移」，但實際上突厥人已經「遷移」了幾個世紀。
在西元5世紀尾聲，突厥人建立了突厥汗國，西元583年隋勝突厥之後，突厥汗國分裂為東突厥與西突厥，至唐滅西突厥之前，突厥人的最大疆域最西到達裏海與高加索山脈一代，11世紀左右，突厥人入侵並佔領安納托利亞高原，並永久定居，位於目前的土耳其境內。